# George Boateng
Pour les articles homonymes, voir Boateng.
George Boateng, né le 5 septembre 1975 à Nkawkaw (Ghana) est un ancien joueur international néerlandais puis entraîneur de football. Il est actuellement l'entraîneur du RAEC Mons.

## Biographie
Le 20 juillet 2011, il quitte le Skoda Xanthi, en Grèce, pour retourner en Angleterre et signe, à 35 ans, un contrat d'un an pour le club de Nottingham Forest, qui joue en Championship (D2).
En novembre 2012, il signe en faveur du club malaisien de l'UPB-MyTeam FC. 
En 2014, il est nommé entraîneur du club malaisien du Kelantan FA, mais est démis de ses fonctions en 2015.
Le 18 août 2025 il est nommé entraîneur du RAEC Mons.

## Carrière
- 1994-95 : Excelsior Rotterdam (D2) (9 matchs)
- 1995-96 : Feyenoord Rotterdam (24 matchs, 1 but)
- 1996-97 : Feyenoord Rotterdam (26 matchs)
- 1997 (déc): Feyenoord Rotterdam (18 matchs)
- 1998 : Coventry City (14 matchs, 1 but)
- 1998-99 : Coventry City (33 matchs, 2 buts)
- 1999-00 : Aston Villa (33 matchs, 3 buts)
- 2000-01 : Aston Villa (33 matchs, 1 but)
- 2001-02 : Aston Villa (37 matchs, 1 but) (2 matchs en C3)
- 2002-03 : Middlesbrough (28 matchs)
- 2003-04 : Middlesbrough (35 matchs)
- 2004-05 : Middlesbrough (25 matchs, 3 buts) (4 matchs en C3)
- 2005-06 : Middlesbrough (26 matchs, 2 buts) (12 matchs et 1 but en C3)
- 2006-07 : Middlesbrough (10 matchs)
- 2007-08 : Middlesbrough (12 matchs, 1 but)
- 2008-09 : Hull City (2 matchs)

## Palmarès
- Vainqueur de la Coupe de la Ligue en 2004 (Middlesbrough)
- Finaliste de la Coupe UEFA en 2006 (Middlesbrough)
- Finaliste de la Coupe d'Angleterre en 2000 (Aston Villa)
- 4 sélections en équipe des Pays-Bas de football
- 1re sélection : Danemark-Pays Bas le 10 novembre 2001